# Kościół we Franzburgu
Kościół we Franzburgu – pocysterski kościół we Franzburgu, powstały w początkach XIV wieku, do 1535 będący częścią założenia klasztornego Neuenkamp, w drugiej połowie XVI wieku przebudowany z dawnego południowego transeptu.